# Anass Houssein
Anass Houssein (arabisch فؤاد أنس حسين geb. 10. Januar 1995) ist ein Judoka aus Dschibuti.
Er trat bei den Olympischen Sommerspielen 2016 in Rio de Janeiro mit einer Wildcard an. Im Wettbewerb Halbleichtgewicht kämpfte er gegen den Chinesen Ma Duanbin und verlor in der zweiten Runde (Platz 17).

## Familie
Anass Houssein ist der Bruder von Aden-Alexandre Houssein.